# أرش دبليو. ماكفرلين
أرش دبليو. ماكفرلين هو سياسي أمريكي، ولد في 14 أبريل 1885 في واترلو في الولايات المتحدة، وتوفي في 24 يوليو 1960 في شيكاغو في الولايات المتحدة. نشط حزبياً في الحزب الجمهوري. وقد انتخب عضو مجلس ولاية آيوا ‏ وانتخب عضو مجلس نواب ولاية آيوا ‏.